# Конвой № 1013
Конвой № 1013 — японський конвой часів Другої світової війни, проведення якого відбувалось у грудні 1943 року.
Конвой сформували на сході Каролінських островів на атолі Трук (нині Чуук). Ще до війни тут була створена потужна база ВМФ, з якої до лютого 1944 року провадились операції в цілій низці архіпелагів. Місцем призначення був Рабаул — головна передова база в архіпелазі Бісмарка, звідки японці роки провадили операції на Соломонових островах та сході Нової Гвінеї.
До складу конвою № 1013 увійшли переобладнана плавуча база підводних човнів Нагоя-Мару, транспорти «Ямакуні-Мару» та «Кейо-Мару», а ескорт забезпечували мисливці за підводними човнами CH-16, CH-20, CH-29 та CH-40.
1 грудня 1943 року конвой вийшов із Труку та попрямував на південь. У цей період комунікації архіпелагу Бісмарка активно атакували не лише підводні човни, а й авіація, проте проходження конвою № 1013 відбулося без інцидентів і 5 грудня всі судна прибули до Рабаула.